# 워시트노 커뮤니티 칼리지
워시트노 커뮤니티 칼리지(Washtenaw Community College, WCC)는 미시간주 차터타운십 앤아버에 위치한 커뮤니티 칼리지이다. 1965년에 설립된 WCC는 매년 100개국 이상의 20,000명 이상의 학생들을 등록하며 연간 2,600명 이상의 학생들에게 인증과 학위를 수여하고 있다.

## 총장
- 박사 로즈 B. 벨랑카 - 2011–현재
- 박사 래리 L. 휘트워스 - 1998-2011
- 박사 건더 A. 마이런 - 1975-1998
- 박사 데이비드 H. 포니츠 - 1965-1974